# Karl Ambrosius von Österreich-Este

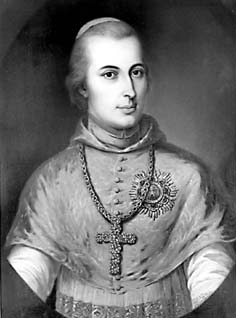
Karl Ambrosius von Österreich-Este

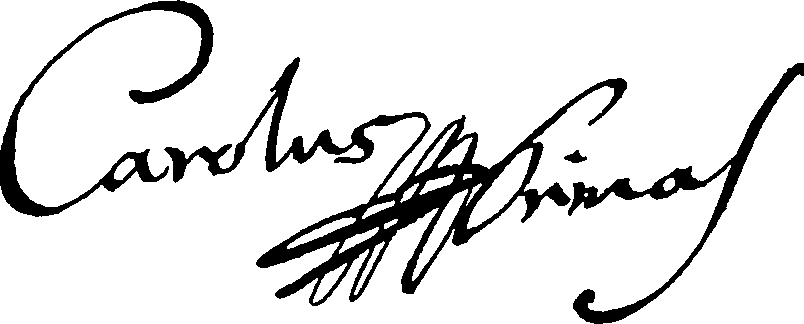
Signatur

Karl Ambrosius Joseph Johann Baptist von Österreich-Este (* 2. November 1785 in Mailand; † 2. September 1809 in Tata) war Erzbischof von Gran und Fürstprimas von Ungarn.

## Leben
Seine Eltern waren Ferdinand von Österreich und Maria Beatrice d’Este. Karl Ambrosius wurde am 17. November 1806 zum Bischof von Vác (Waitzen) bestellt. Das Sakrament der Priesterweihe empfing er am 4. November 1807.
Am 16. März 1808 wurde er Erzbischof von Gran. Die Bischofsweihe spendete ihm am 24. Juli 1808 der Erzbischof von Eger, István Fischer de Nagy. Mitkonsekratoren waren Jozef Ignác Wilt, Bischof von Győr (Raab), und Lipót Perlaki Somogy, Bischof von Szombathely. Als Erzbischof von Gran war er auch Primas von Ungarn.
Erzbischof Karl Ambrosius starb im Alter von 23 Jahren. Er wurde in der Sankt-Adalbert-Kathedrale zu Gran beigesetzt, sein Grabmal wurde 1826 von dem italienischen Bildhauer Giuseppe Pisani geschaffen.